# Roberto Merhi
Roberto Merhi Muntan (ur. 22 marca 1991 w Benicasim) – hiszpański kierowca wyścigowy.

## Życiorys

### Formuła Renault
W 2006 roku Merhi zadebiutował w wyścigach samochodowych startując w zimowej edycji Włoskiej Formuły Renault, w której to zajął ostatecznie 3. miejsce. W kolejnym sezonie dzielił starty pomiędzy główny cykl tej serii a europejską edycję. Ukończył je odpowiednio na 4. i 18. pozycji w klasyfikacji generalnej. W roku 2008 przeniósł się do południowo-europejskiego Pucharu Formuły Renault oraz kontynuował starty w europejskim cyklu. Dzięki współpracy z konkurencyjną hiszpańską stajnią Espilon Euskadi, obie serie zakończył odpowiednio na 2. i 4. pozycji (wygrał łącznie pięć wyścigów).

### Formuła 3 i GP3
W sezonie 2007 zaliczył jedną rundę Hiszpańskiej Formuły 3 (cztery punkty dały mu 17. pozycję). W roku 2008 wziął udział w trzech rundach, z których ostatnią całkowicie zdominował. Punkty w nich zebrane pozwoliły na zajęcie 13. lokaty w końcowej klasyfikacji.

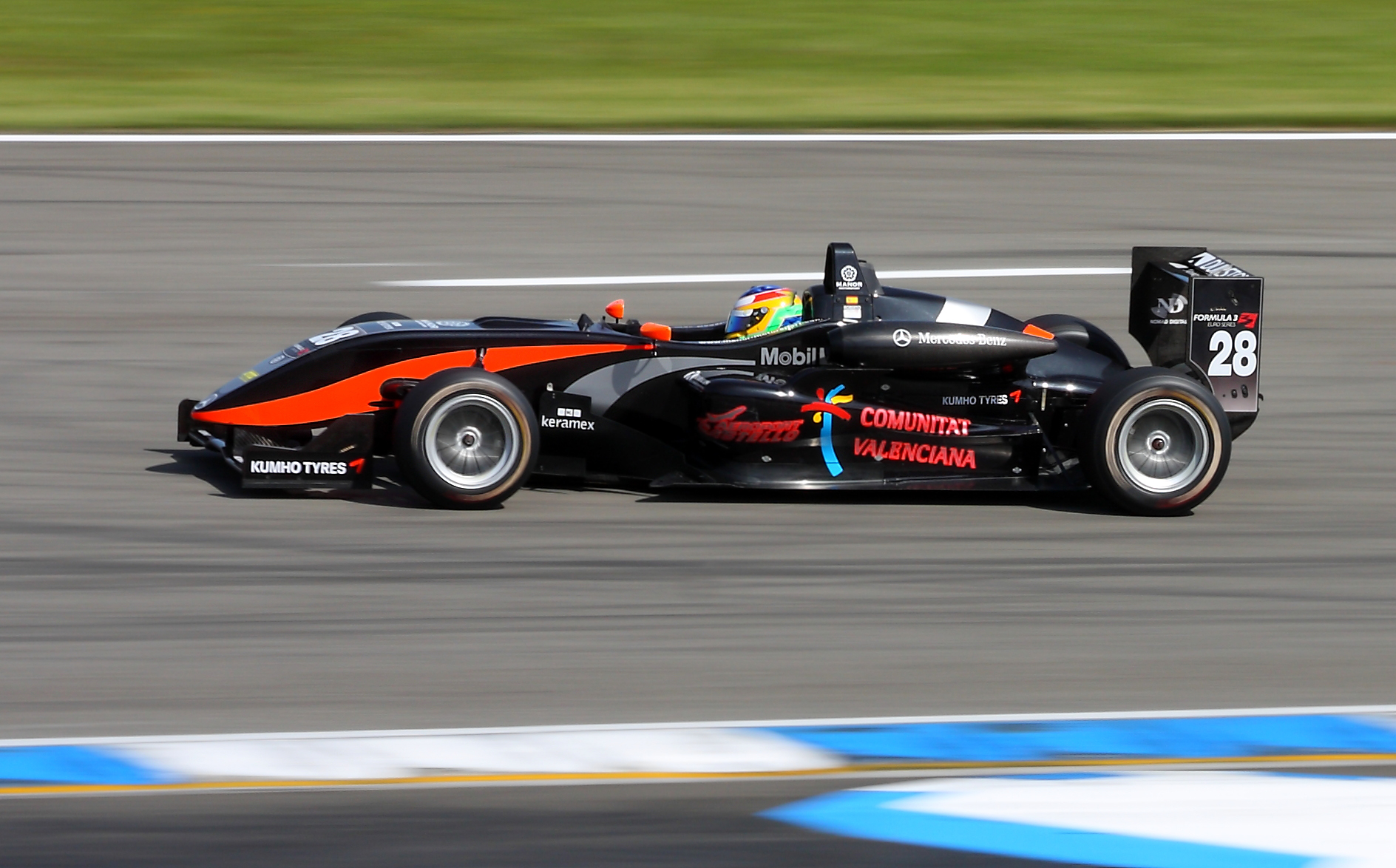
Roberto Merhi podczas wyścigu Formuły 3 na torze Hockenheimring w sezonie 2009

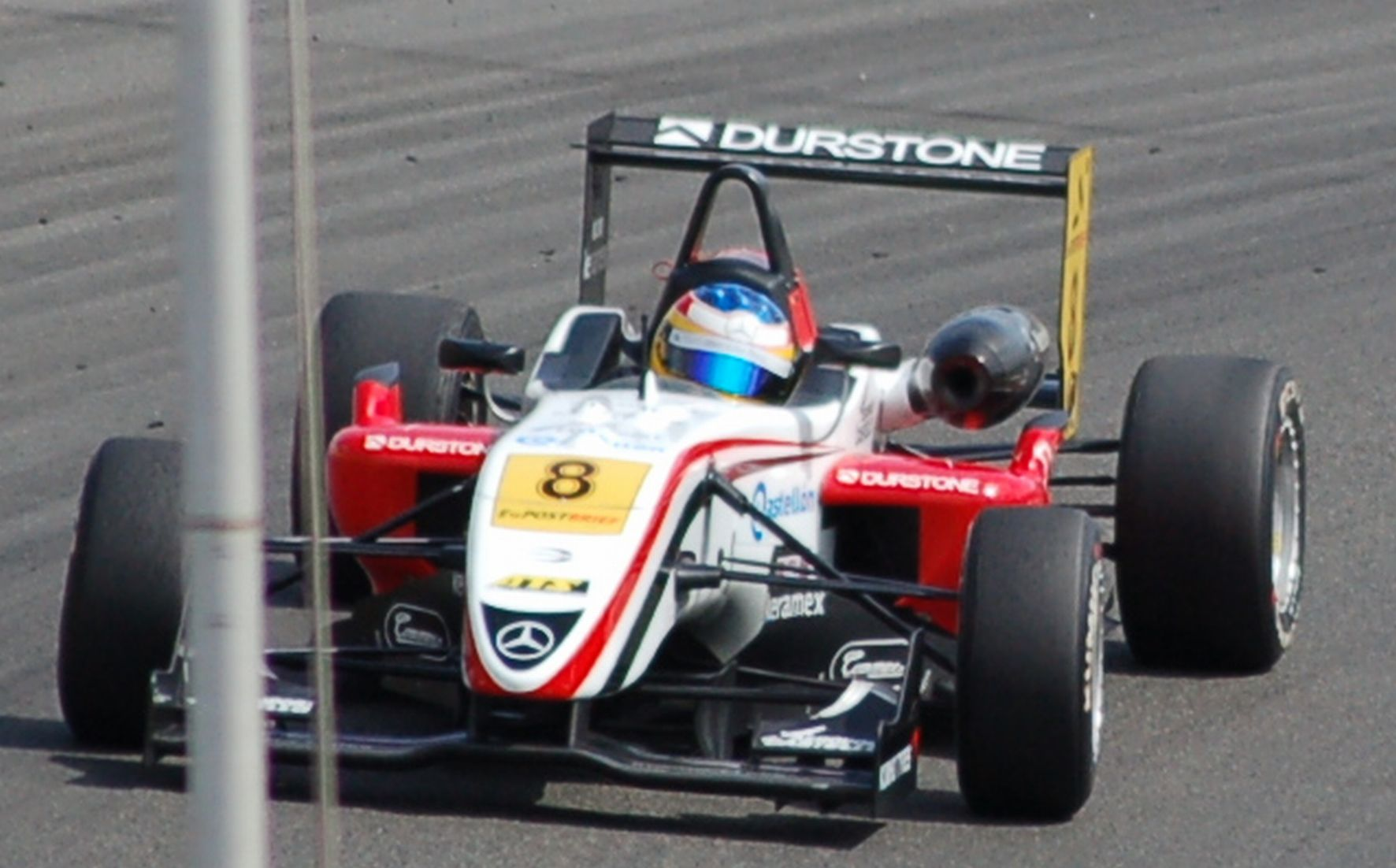
Roberto Merhi w 2011 roku

W roku 2009 awansował do Formuły 3 Euroseries, za sprawą brytyjskiego zespołu Manor Motorsport. Zmagania w tej serii zakończył na 7. pozycji, z dorobkiem czterech miejsc na podium. Z tą samą ekipą gościnnie wystąpił również w jednej rundzie Brytyjskiej Formuły 3, na portugalskim torze Autódromo Internacional do Algarve (obu wyścigów jednak nie ukończył).
W 2010 roku przeniósł się do niemieckiego zespołu Mücke Motorsport, po tym, jak brytyjska stajnia opuściła serię. Hiszpan i tym razem czterokrotnie znalazł się w czołowej trójce, a podczas drugiego wyścigu na torze Hockenheimring odniósł pierwsze zwycięstwo w karierze. Zdobyte punkty sklasyfikowały go na 5. miejscu. W tym samym sezonie Merhi brał udział również w nowo powstałej serii GP3, nawiązując współpracę z brytyjską ekipą ATECH CRS GP począwszy od trzeciej eliminacji na hiszpańskim torze w Walencji. Już w pierwszym starcie Hiszpan dwukrotnie znalazł się na podium, plasując się na trzeciej oraz drugiej lokacie (w niedzielę uzyskał także najszybszy czas okrążenia). Po punkty sięgał jeszcze trzykrotnie, w tym po raz drugi na średnim stopniu (w sobotnim wyścigu na Spa-Francorchamps). Dobra postawa na włoskiej Monzy wywindowała go ostatecznie na 6. pozycję w klasyfikacji końcowej.
Na sezon 2011 Merhi podpisał kontrakt z włoską ekipą Prema Powerteam. Merhi pewnie sięgnął po tytuł mistrzowski, przypieczętowując go zwycięstwem w ostatnim wyścigu przedostatniej rundy na hiszpańskim torze Ricardo Tormo. W trakcie zmagań jedenastokrotnie stanął na najwyższym stopniu podium.

### Deutsche Tourenwagen Masters
W latach 2012-2013 Hiszpan pojawiał się w stawce Deutsche Tourenwagen Masters za kierownicą Mercedesa. W drugim sezonie raz stanął na podium. Z dorobkiem 26 punktów został sklasyfikowany na piętnastym miejscu w klasyfikacji generalnej.

### Formuła Renault 3.5
W sezonie 2014 Merhi podpisał kontrakt z rosyjską ekipą Zeta Corse. W ciągu siedemnastu wyścigów, w których wystartował sześciokrotnie stawał na podium, w tym trzykrotnie na jego najwyższym stopniu. W środkowej fazie sezonu stanowił zagrożenie dla swojego rodaka Carlosa Sainza Juniora, jednak słabsza końcówka sprawiła, że przegrał także tytuł wicemistrzowski na rzecz Francuza Pierre Gasly. Uzbierał łącznie 183 punkty, co dało mu 3. miejsce w końcowej klasyfikacji kierowców.
W kolejnym roku startów nawiązał współpracę z hiszpańskim zespołem Pons Racing, licząc na tytuł mistrzowski. Pierwsze wyścigi jednak szybko zweryfikowały plany Merhiego, który aż trzech z sześciu startów nie ukończył, natomiast tylko w jednym stanął na podium (był drugi w pierwszym starcie na węgierskim torze Hungaroring). Opuścił także rundę na ulicznym torze Monte Carlo, gdyż kolidowała z GP Formuły 1. Podczas sobotniej rywalizacji na austriackim Red Bull Ringu doprowadził do potężnej kraksy z Kanadyjczykiem Nicholasem Latifim. Hiszpan po przecięciu linii mety późno zjechał z idealnej linii jazdy, zajeżdżając drogę rywalowi. Sędziowie obarczyli go winą za to przewinienie i wykluczyli z wyników całego weekendu. Po tej eliminacji Roberto na dobre zrezygnował ze startów w serii, skupiając się wyłącznie na startach w Formule 1. Zdobyte punkty uplasowały go na 14. pozycji.

### Formuła 1
W 2014 roku Merhi został ogłoszony kierowcą testowym ekipy Caterham w Formule 1. Wziął udział w trzech treningach przed GP Włoch, GP Japonii i GP Rosji.
W kolejnym sezonie podpisał kontrakt z brytyjską stajnią Manor. Hiszpan wystartował łącznie w trzynastu wyścigach. Wraz ze swoim zespołowym partnerem, Brytyjczykiem Willem Stevensem, nie zakwalifikował się do GP Australii. Przez problemy z oprogramowaniem nie wystartowali w kwalifikacjach, co wiązało się także z absencją w wyścigu. Ze względu na kwestie finansowe ustąpił miejsca Amerykaninowi Alexandrowi Rossiemu w czterech eliminacjach, na torze Marina Bay, Suzuka, Austin, Autódromo Hermanos Rodríguez oraz Interlagos. Najsłabszy w stawce pojazd uniemożliwił walkę o jakiekolwiek punkty. Najbliżej był podczas deszczowego wyścigu o GP Wielkiej Brytanii, gdzie dojechał na dwunastej lokacie. Dzięki temu został sklasyfikowany wyżej od Anglika, na 19. miejscu. Przegrywał z nim częściej w kwalifikacjach – 9:4 dla Stevensa, ale w wyścigach był remis 7:7.

## Wyniki
Stan: 29 listopada 2015

### Formuła 1
| Legenda oznaczeń w tabelach wyników Wyświetl szablon na nowej stronie | Legenda oznaczeń w tabelach wyników Wyświetl szablon na nowej stronie                                                                     |
| Oznaczenie                                                            | Wyjaśnienie |
| --------------------------------------------------------------------- | --- |
| Złoty                                                                 | Zwycięzca lub mistrzostwo |
| Srebrny                                                               | 2. miejsce lub wicemistrzostwo |
| Brązowy                                                               | 3. miejsce lub II wicemistrzostwo |
| Zielony                                                               | Ukończył, punktował (w klasyfikacji generalnej, gdy zdobył co najmniej jeden punkt na przestrzeni sezonu, poza trzema powyższymi opcjami) |
| Niebieski                                                             | Ukończył, nie punktował (w klasyfikacji generalnej, gdy nie zdobył co najmniej jednego punktu na przestrzeni sezonu)                      |
| Czerwony                                                              | Nie zakwalifikował się (NZ) |
| Czerwony                                                              | Nie prekwalifikował się (NPK) |
| Różowy                                                                | Nie ukończył (NU) |
| Różowy                                                                | Niesklasyfikowany (NS) (w klasyfikacji generalnej, gdy nie został sklasyfikowany w żadnym wyścigu sezonu)                                 |
| Czarny                                                                | Zdyskwalifikowany (DK) |
| Czarny                                                                | Wykluczony (WYK/EX) |
| Biały                                                                 | Nie wystartował (NW) |
| Biały                                                                 | Kontuzjowany (K/INJ) |
| Biały                                                                 | Wyścig odwołany (OD/C) |
| Bez koloru                                                            | Został wycofany (WYC/WD) |
| Bez koloru                                                            | Nie przybył (NP/DNA) |
| Bez koloru                                                            | Nie brał udziału w treningach (NT/DNP) |
| Bez koloru                                                            | Nie został zgłoszony (–) |
| Pogrubienie                                                           | Start z pole position |
| Kursywa                                                               | Najszybsze okrążenie wyścigu |
| †                                                                     | Nie ukończył, ale jego rezultat został zaliczony ze względu na przejechanie więcej niż 90% dystansu wyścigu.                              |
| *                                                                     | Sezon w trakcie |
| 1/2/3                                                                 | Punktowana pozycja w sprincie kwalifikacyjnym                                                                                             |
| Lista systemów punktacji Formuły 1                                    | |

| Rok  | Zespół                 | Samochód       | Silnik                | Wyniki w poszczególnych eliminacjach | Wyniki w poszczególnych eliminacjach | Wyniki w poszczególnych eliminacjach | Wyniki w poszczególnych eliminacjach | Wyniki w poszczególnych eliminacjach | Wyniki w poszczególnych eliminacjach | Wyniki w poszczególnych eliminacjach | Wyniki w poszczególnych eliminacjach | Wyniki w poszczególnych eliminacjach | Wyniki w poszczególnych eliminacjach | Wyniki w poszczególnych eliminacjach | Wyniki w poszczególnych eliminacjach | Wyniki w poszczególnych eliminacjach | Wyniki w poszczególnych eliminacjach | Wyniki w poszczególnych eliminacjach | Wyniki w poszczególnych eliminacjach | Wyniki w poszczególnych eliminacjach | Wyniki w poszczególnych eliminacjach | Wyniki w poszczególnych eliminacjach | Punkty | Pozycja |
| ---- | ---------------------- | -------------- | --------------------- | ------------------------------------ | ------------------------------------ | ------------------------------------ | ------------------------------------ | ------------------------------------ | ------------------------------------ | ------------------------------------ | ------------------------------------ | ------------------------------------ | ------------------------------------ | ------------------------------------ | ------------------------------------ | ------------------------------------ | ------------------------------------ | ------------------------------------ | ------------------------------------ | ------------------------------------ | ------------------------------------ | ------------------------------------ | ------ | ------- |
| 2015 | Manor Marussia F1 Team | Marussia MR03B | Ferrari 059/4 1.6T V6 | AUS                                  | MAL                                  | CHN                                  | BHR                                  | ESP                                  | MON                                  | KAN                                  | AUT                                  | GBR                                  | HUN                                  | BEL                                  | ITA                                  | SIN                                  | JPN                                  | RUS                                  | USA                                  | MEX                                  | BRA                                  | ABU                                  | 0      | 19      |
| 2015 | Manor Marussia F1 Team | Marussia MR03B | Ferrari 059/4 1.6T V6 | NZ                                   | 15                                   | 16                                   | 17                                   | 18                                   | 16                                   | NU                                   | 14                                   | 12                                   | 15                                   | 15                                   | 16                                   | –                                    | –                                    | 13                                   | –                                    | –                                    | –                                    | 19                                   | 0      | 19      |

### GP3
| Legenda oznaczeń w tabelach wyników Wyświetl szablon na nowej stronie | Legenda oznaczeń w tabelach wyników Wyświetl szablon na nowej stronie                                                                     |
| Oznaczenie                                                            | Wyjaśnienie |
| --------------------------------------------------------------------- | --- |
| Złoty                                                                 | Zwycięzca lub mistrzostwo |
| Srebrny                                                               | 2. miejsce lub wicemistrzostwo |
| Brązowy                                                               | 3. miejsce lub II wicemistrzostwo |
| Zielony                                                               | Ukończył, punktował (w klasyfikacji generalnej, gdy zdobył co najmniej jeden punkt na przestrzeni sezonu, poza trzema powyższymi opcjami) |
| Niebieski                                                             | Ukończył, nie punktował (w klasyfikacji generalnej, gdy nie zdobył co najmniej jednego punktu na przestrzeni sezonu)                      |
| Czerwony                                                              | Nie zakwalifikował się (NZ) |
| Czerwony                                                              | Nie prekwalifikował się (NPK) |
| Różowy                                                                | Nie ukończył (NU) |
| Różowy                                                                | Niesklasyfikowany (NS) (w klasyfikacji generalnej, gdy nie został sklasyfikowany w żadnym wyścigu sezonu)                                 |
| Czarny                                                                | Zdyskwalifikowany (DK) |
| Czarny                                                                | Wykluczony (WYK/EX) |
| Biały                                                                 | Nie wystartował (NW) |
| Biały                                                                 | Kontuzjowany (K/INJ) |
| Biały                                                                 | Wyścig odwołany (OD/C) |
| Bez koloru                                                            | Został wycofany (WYC/WD) |
| Bez koloru                                                            | Nie przybył (NP/DNA) |
| Bez koloru                                                            | Nie brał udziału w treningach (NT/DNP) |
| Bez koloru                                                            | Nie został zgłoszony (–) |
| Pogrubienie                                                           | Start z pole position |
| Kursywa                                                               | Najszybsze okrążenie wyścigu |
| †                                                                     | Nie ukończył, ale jego rezultat został zaliczony ze względu na przejechanie więcej niż 90% dystansu wyścigu.                              |
| *                                                                     | Sezon w trakcie |
| 1/2/3                                                                 | Punktowana pozycja w sprincie kwalifikacyjnym                                                                                             |
| Lista systemów punktacji Formuły 1                                    | |

| Rok  | Zespół               | Wyniki w poszczególnych eliminacjach | Wyniki w poszczególnych eliminacjach | Wyniki w poszczególnych eliminacjach | Wyniki w poszczególnych eliminacjach | Wyniki w poszczególnych eliminacjach | Wyniki w poszczególnych eliminacjach | Wyniki w poszczególnych eliminacjach | Wyniki w poszczególnych eliminacjach | Wyniki w poszczególnych eliminacjach | Wyniki w poszczególnych eliminacjach | Wyniki w poszczególnych eliminacjach | Wyniki w poszczególnych eliminacjach | Wyniki w poszczególnych eliminacjach | Wyniki w poszczególnych eliminacjach | Wyniki w poszczególnych eliminacjach | Wyniki w poszczególnych eliminacjach | Punkty | Pozycja |
| ---- | -------------------- | ------------------------------------ | ------------------------------------ | ------------------------------------ | ------------------------------------ | ------------------------------------ | ------------------------------------ | ------------------------------------ | ------------------------------------ | ------------------------------------ | ------------------------------------ | ------------------------------------ | ------------------------------------ | ------------------------------------ | ------------------------------------ | ------------------------------------ | ------------------------------------ | ------ | ------- |
| 2010 | ATECH CRS Grand Prix | ESP                                  | ESP                                  | TUR                                  | TUR                                  | VAL                                  | VAL                                  | GBR                                  | GBR                                  | DEU                                  | DEU                                  | HUN                                  | HUN                                  | BEL                                  | BEL                                  | ITA                                  | ITA                                  | 26     | 6       |
| 2010 | ATECH CRS Grand Prix | –                                    | –                                    | –                                    | –                                    | 3                                    | 2                                    | NU                                   | 19                                   | 16                                   | NU                                   | NU                                   | 22                                   | 2                                    | 22                                   | 6                                    | 4                                    | 26     | 6       |

### Formuła Renault 3.5
| Legenda oznaczeń w tabelach wyników Wyświetl szablon na nowej stronie | Legenda oznaczeń w tabelach wyników Wyświetl szablon na nowej stronie                                                                     |
| Oznaczenie                                                            | Wyjaśnienie |
| --------------------------------------------------------------------- | --- |
| Złoty                                                                 | Zwycięzca lub mistrzostwo |
| Srebrny                                                               | 2. miejsce lub wicemistrzostwo |
| Brązowy                                                               | 3. miejsce lub II wicemistrzostwo |
| Zielony                                                               | Ukończył, punktował (w klasyfikacji generalnej, gdy zdobył co najmniej jeden punkt na przestrzeni sezonu, poza trzema powyższymi opcjami) |
| Niebieski                                                             | Ukończył, nie punktował (w klasyfikacji generalnej, gdy nie zdobył co najmniej jednego punktu na przestrzeni sezonu)                      |
| Czerwony                                                              | Nie zakwalifikował się (NZ) |
| Czerwony                                                              | Nie prekwalifikował się (NPK) |
| Różowy                                                                | Nie ukończył (NU) |
| Różowy                                                                | Niesklasyfikowany (NS) (w klasyfikacji generalnej, gdy nie został sklasyfikowany w żadnym wyścigu sezonu)                                 |
| Czarny                                                                | Zdyskwalifikowany (DK) |
| Czarny                                                                | Wykluczony (WYK/EX) |
| Biały                                                                 | Nie wystartował (NW) |
| Biały                                                                 | Kontuzjowany (K/INJ) |
| Biały                                                                 | Wyścig odwołany (OD/C) |
| Bez koloru                                                            | Został wycofany (WYC/WD) |
| Bez koloru                                                            | Nie przybył (NP/DNA) |
| Bez koloru                                                            | Nie brał udziału w treningach (NT/DNP) |
| Bez koloru                                                            | Nie został zgłoszony (–) |
| Pogrubienie                                                           | Start z pole position |
| Kursywa                                                               | Najszybsze okrążenie wyścigu |
| †                                                                     | Nie ukończył, ale jego rezultat został zaliczony ze względu na przejechanie więcej niż 90% dystansu wyścigu.                              |
| *                                                                     | Sezon w trakcie |
| 1/2/3                                                                 | Punktowana pozycja w sprincie kwalifikacyjnym                                                                                             |
| Lista systemów punktacji Formuły 1                                    | |

| Rok  | Zespół      | Wyniki w poszczególnych eliminacjach | Wyniki w poszczególnych eliminacjach | Wyniki w poszczególnych eliminacjach | Wyniki w poszczególnych eliminacjach | Wyniki w poszczególnych eliminacjach | Wyniki w poszczególnych eliminacjach | Wyniki w poszczególnych eliminacjach | Wyniki w poszczególnych eliminacjach | Wyniki w poszczególnych eliminacjach | Wyniki w poszczególnych eliminacjach | Wyniki w poszczególnych eliminacjach | Wyniki w poszczególnych eliminacjach | Wyniki w poszczególnych eliminacjach | Wyniki w poszczególnych eliminacjach | Wyniki w poszczególnych eliminacjach | Wyniki w poszczególnych eliminacjach | Wyniki w poszczególnych eliminacjach | Punkty | Pozycja |
| ---- | ----------- | ------------------------------------ | ------------------------------------ | ------------------------------------ | ------------------------------------ | ------------------------------------ | ------------------------------------ | ------------------------------------ | ------------------------------------ | ------------------------------------ | ------------------------------------ | ------------------------------------ | ------------------------------------ | ------------------------------------ | ------------------------------------ | ------------------------------------ | ------------------------------------ | ------------------------------------ | ------ | ------- |
| 2014 | Zeta Corse  | ITA                                  | ITA                                  | ARA                                  | ARA                                  | MON                                  | BEL                                  | BEL                                  | RUS                                  | RUS                                  | DEU                                  | DEU                                  | HUN                                  | HUN                                  | FRA                                  | FRA                                  | JER                                  | JER                                  | 183    | 3       |
| 2014 | Zeta Corse  | 2                                    | 9                                    | 6                                    | 6                                    | 9                                    | NU                                   | 13                                   | 4                                    | 1                                    | 2                                    | 1                                    | 1                                    | 2                                    | 5                                    | 4                                    | NU                                   | NU                                   | 183    | 3       |
| 2015 | Pons Racing | ARA                                  | ARA                                  | MON                                  | BEL                                  | BEL                                  | HUN                                  | HUN                                  | AUT                                  | AUT                                  | UK                                   | UK                                   | DEU                                  | DEU                                  | FRA                                  | FRA                                  | JER                                  | JER                                  | 26     | 14      |
| 2015 | Pons Racing | NU                                   | 9                                    | –                                    | NU                                   | NU                                   | 2                                    | 7                                    | DK                                   | EX                                   | –                                    | –                                    | –                                    | –                                    | –                                    | –                                    | –                                    | –                                    | 26     | 14      |

### Formuła 2
| Rok  | Zespół                | Wyniki w poszczególnych eliminacjach | Wyniki w poszczególnych eliminacjach | Wyniki w poszczególnych eliminacjach | Wyniki w poszczególnych eliminacjach | Wyniki w poszczególnych eliminacjach | Wyniki w poszczególnych eliminacjach | Wyniki w poszczególnych eliminacjach | Wyniki w poszczególnych eliminacjach | Wyniki w poszczególnych eliminacjach | Wyniki w poszczególnych eliminacjach | Wyniki w poszczególnych eliminacjach | Wyniki w poszczególnych eliminacjach | Wyniki w poszczególnych eliminacjach | Wyniki w poszczególnych eliminacjach | Wyniki w poszczególnych eliminacjach | Wyniki w poszczególnych eliminacjach | Wyniki w poszczególnych eliminacjach | Wyniki w poszczególnych eliminacjach | Wyniki w poszczególnych eliminacjach | Wyniki w poszczególnych eliminacjach | Wyniki w poszczególnych eliminacjach | Wyniki w poszczególnych eliminacjach | Wyniki w poszczególnych eliminacjach | Wyniki w poszczególnych eliminacjach | Wyniki w poszczególnych eliminacjach | Wyniki w poszczególnych eliminacjach | Wyniki w poszczególnych eliminacjach | Wyniki w poszczególnych eliminacjach | Punkty | Pozycja |
| ---- | --------------------- | ------------------------------------ | ------------------------------------ | ------------------------------------ | ------------------------------------ | ------------------------------------ | ------------------------------------ | ------------------------------------ | ------------------------------------ | ------------------------------------ | ------------------------------------ | ------------------------------------ | ------------------------------------ | ------------------------------------ | ------------------------------------ | ------------------------------------ | ------------------------------------ | ------------------------------------ | ------------------------------------ | ------------------------------------ | ------------------------------------ | ------------------------------------ | ------------------------------------ | ------------------------------------ | ------------------------------------ | ------------------------------------ | ------------------------------------ | ------------------------------------ | ------------------------------------ | ------ | ------- |
| 2017 | Campos Racing         | BHR                                  | BHR                                  | CAT                                  | CAT                                  | MCO                                  | MCO                                  | BAK                                  | BAK                                  | RBR                                  | RBR                                  | SIL                                  | SIL                                  | HUN                                  | HUN                                  | SPA                                  | SPA                                  | MON                                  | MON                                  | JER                                  | JER                                  | YAS                                  | YAS                                  |                                      |                                      |                                      |                                      |                                      |                                      | 16     | 18      |
| 2017 | Campos Racing         | –                                    | –                                    | 19†                                  | 12                                   | –                                    | –                                    | –                                    | –                                    | –                                    | –                                    | –                                    | –                                    | –                                    | –                                    | –                                    | –                                    | –                                    | –                                    | –                                    | –                                    | –                                    | –                                    |                                      |                                      |                                      |                                      |                                      |                                      | 16     | 18      |
| 2017 | Rapax                 | –                                    | –                                    | –                                    | –                                    | –                                    | –                                    | –                                    | –                                    | –                                    | –                                    | –                                    | –                                    | –                                    | –                                    | 7                                    | 6                                    | 11                                   | 5                                    | –                                    | –                                    | 16                                   | 10                                   |                                      |                                      |                                      |                                      |                                      |                                      | 16     | 18      |
| 2018 | MP Motorsport         | BHR                                  | BHR                                  | BAK                                  | BAK                                  | CAT                                  | CAT                                  | MCO                                  | MCO                                  | LEC                                  | LEC                                  | RBR                                  | RBR                                  | SIL                                  | SIL                                  | HUN                                  | HUN                                  | SPA                                  | SPA                                  | MNZ                                  | MNZ                                  | SOC                                  | SOC                                  | YAS                                  | YAS                                  |                                      |                                      |                                      |                                      | 61     | 12      |
| 2018 | MP Motorsport         | NW                                   | 11                                   | 8                                    | 7                                    | 13                                   | NU                                   | 3                                    | 7                                    | DK                                   | 15                                   | 4                                    | 16                                   | 11                                   | 9                                    | 11                                   | 5                                    | –                                    | –                                    | –                                    | –                                    | –                                    | –                                    | –                                    | –                                    |                                      |                                      |                                      |                                      | 61     | 12      |
| 2018 | Campos Vexatec Racing | –                                    | –                                    | –                                    | –                                    | –                                    | –                                    | –                                    | –                                    | –                                    | –                                    | –                                    | –                                    | –                                    | –                                    | –                                    | –                                    | –                                    | –                                    | –                                    | –                                    | 9                                    | 6                                    | 8                                    | 3                                    |                                      |                                      |                                      |                                      | 61     | 12      |
| 2022 | Campos Racing         | BHR                                  | BHR                                  | JED                                  | JED                                  | IMO                                  | IMO                                  | CAT                                  | CAT                                  | MON                                  | MON                                  | BAK                                  | BAK                                  | SIL                                  | SIL                                  | RBR                                  | RBR                                  | LEC                                  | LEC                                  | HUN                                  | HUN                                  | SPA                                  | SPA                                  | ZAN                                  | ZAN                                  | MNZ                                  | MNZ                                  | YAS                                  | YAS                                  | 15     | 20      |
| 2022 | Campos Racing         | —                                    | —                                    | —                                    | —                                    | —                                    | —                                    | —                                    | —                                    | —                                    | —                                    | —                                    | —                                    | —                                    | —                                    | 19†                                  | 3                                    | NU                                   | NU                                   | 14                                   | NU                                   | —                                    | —                                    | —                                    | —                                    | —                                    | —                                    | —                                    | —                                    | 15     | 20      |

### Super GT
| Rok  | Zespół      | Samochód           | Klasa | Wyniki w poszczególnych eliminacjach | Wyniki w poszczególnych eliminacjach | Wyniki w poszczególnych eliminacjach | Wyniki w poszczególnych eliminacjach | Wyniki w poszczególnych eliminacjach | Wyniki w poszczególnych eliminacjach | Wyniki w poszczególnych eliminacjach | Wyniki w poszczególnych eliminacjach | Pkt. | Msc. |
| ---- | ----------- | ------------------ | ----- | ------------------------------------ | ------------------------------------ | ------------------------------------ | ------------------------------------ | ------------------------------------ | ------------------------------------ | ------------------------------------ | ------------------------------------ | ---- | ---- |
| 2022 |             |                    |       | Japonia                              | Japonia                              | Japonia                              | Japonia                              | Japonia                              | Japonia                              | Japonia                              | Japonia                              | 6    | 26   |
| 2022 | Team LeMans | Audi R8 LMS Evo    | GT300 | –                                    | 14                                   | 18                                   | 16                                   | 5                                    | 16                                   | 20                                   | 13                                   | 6    | 26   |
| 2023 |             |                    |       | Japonia                              | Japonia                              | Japonia                              | Japonia                              | Japonia                              | Japonia                              | Japonia                              | Japonia                              | *    | *    |
| 2023 | Team LeMans | Audi R8 LMS Evo II | GT300 |                                      |                                      |                                      |                                      |                                      |                                      |                                      |                                      | *    | *    |